# 鈴蘭之里站
鈴蘭之里站（日语：／ Suzurannosato eki */?）是東日本旅客鐵道（JR東日本）中央本線的鐵路車站，位於日本長野縣諏訪郡富士見町富士見。本站名稱來源於附近的入笠山的別名鈴蘭高原。

## 历史
- 1985年（昭和60年）10月31日：開業，為日本國有鐵道的一個車站。
- 1987年（昭和62年）4月1日：國鐵分割民營化，成為東日本旅客鐵道的一個車站。
- 2014年（平成26年）4月1日：本站被编入東京近郊區間，可以使用Suica。

## 車站結構
側式月台2面2線的地面車站，本站不設售票員，但配有自動售票機。

### 月台配置
| 月台 | 路線      | 方向 | 目的地                 |
| ---- | --------- | ---- | ---------------------- |
| 西側 | ■中央本線 | 下行 | 上諏訪、鹽尻、松本方向 |
| 東側 | ■中央本線 | 上行 | 小淵澤、甲府、新宿方向 |

（來源：JR東日本:車站構內圖 （页面存档备份，存于））

## 车站周边
- 國道20號

## 相鄰車站
東日本旅客鐵道（JR東日本）
■中央本線
富士見－鈴蘭之里－青柳

## 外部連結
- 車站資訊（鈴蘭之里）：東日本旅客鐵道